# Hůrky (przystanek kolejowy)
Hůrky – przystanek kolejowy w miejscowości Hůrky, w kraju południowoczeskim, w Czechach. Znajduje się na linii 229 Jindřichův Hradec – Nová Bystřice, na wysokości 630 m n.p.m..  

## Linie kolejowe
- 229: Jindřichův Hradec – Nová Bystřice